# 2微米全天巡天

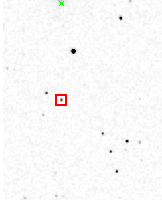
2MASS J波段影像。棕矮星2MASS J17111353+2326333被突出顯示。

2微米全天巡天（英語：Two Micron All-Sky Survey，簡稱2MASS）的工作開始於1997年，完成於2001年。使用的兩架望遠鏡，分別位於北半球美國亞利桑那州的霍普金斯山和南半球智利托洛洛山美洲际天文台，以確保能觀測到全部的天空。這是迄今最雄心勃勃的巡天計畫，經過整理的最後數據已經在2003年公佈。全部的天空都使用紅外線的2微米鄰近的3個波段：J (1.25μm), H（1.65μm），和Ks（2.17μm）完成掃描的工作。
這次巡天的目的包括：
- 發現在隱匿帶內的星系，這是在可見光的範圍內被我們的銀河系遮蔽的天空。
- 第一次對棕矮星的搜尋。截至2003年, 2MASS发现了173個棕矮星，其中包括 2MASS 0939-2448、2MASS 0415-0935、2M1207及2MASS J04414489+2301513[3]。
- 對低質量恆星的大規模搜尋，這些恆星在我們的銀河系和其他的星系中都是很普遍的。
- 建立所有被檢出的恆星和星系的目錄。

令人欽佩的是最後一項目標已經完成了。所有視亮度在14等以上的的光點（恆星、行星、小行星）和擴散的光源（星系、星雲），都被電腦自動建立成數位化的目錄資料，總數超過3億個點光源和1億個擴散光源都收錄在目錄中。
在2003年11月，一組科學家宣布發現了大犬座矮星系，是目前所知最接近我們銀河系的衛星星系，使用的就是2MASS的資料庫。
2MASS所獲得的數據和圖像都屬於公共領域的資源，已經放在網路上供任何人自由的使用。（页面存档备份，存于）（但是要運用這些資訊還是需要有相當的專業知識與能力的）。也可以經由下列的網站鏈結到使用這些資料完成的論文：2MASS science publications（页面存档备份，存于） 。
2MASS是由麻州大學的紅外線資訊的處理和分析的中心（IPAC）提議的計畫，原來的計畫名稱是UMASS。由噴射推進實驗室（JPL）、加州理工學院、NASA和國家科學基金會（NSF）共同執行。

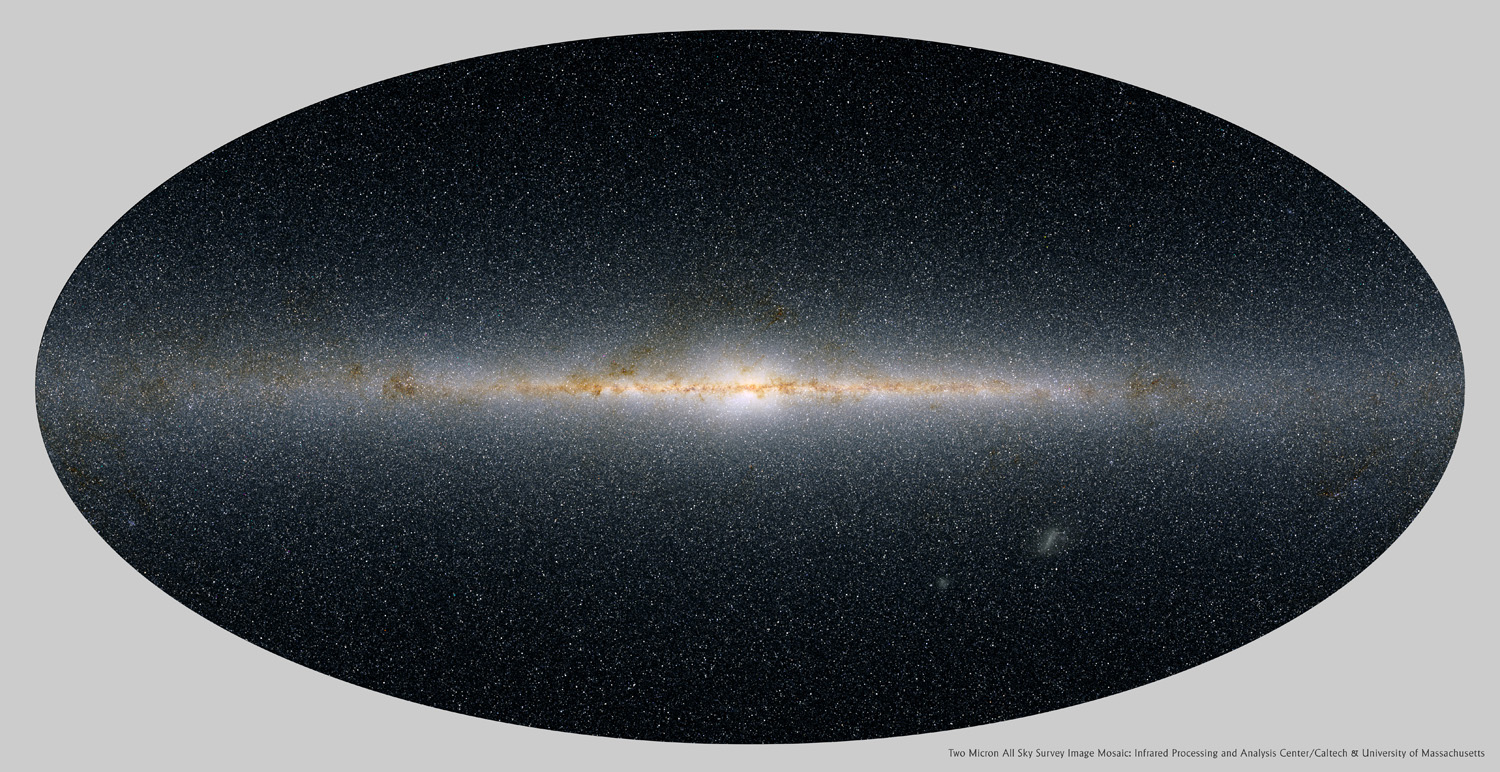
銀河系為區域性的觀測者創造了隱匿帶(红外线2MASS巡天图)

## 参看
- Category:2MASS天体

## 外部連結
- 2MASS at IPAC（页面存档备份，存于）
- 2MASS at UMass
- 2MASS Atlas Image Gallery: Miscellaneous Objects（页面存档备份，存于）
- Low-Mass Stars and Brown Dwarfs in 2MASS（页面存档备份，存于）